# Rasa de Comabona
La Rasa de Comabona és un torrent afluent per l'esquerra de la Riera de Mantellí que neix a l'extrem nord-occidental del terme municipal de Calonge de Segarra (Anoia) i desguassa a la Riera de Mantellí al peu del vessant de ponent de la Serra de Costa Roja, ja dins de l'enclavament d'Enfesta, que forma part del terme municipal de la Molsosa (Solsonès).

## Municipis per on passa
Des del seu naixement aquesta rasa passa successivament pels següents termes municipals.
|                                                                      | Longitud (en m.) | % del recorregut |
| -------------------------------------------------------------------- | ---------------- | ---------------- |
| Per l'interior del municipi de Calonge de Segarra                    | 715              | 57,20%           |
| Fent frontera entre els municipis de Calonge de Segarra i la Molsosa | 258              | 20,64%           |
| Per l'interior del municipi de la Molsosa                            | 277              | 22,16%           |

## Xarxa hidrogràfica
La xarxa hidrogràfica de la Rasa de Comabona està constituïda per tres cursos fluvials que en total sumen una longitud de 1.969 m. Pel que fa a la distribució municipal de la xarxa, 1.692 metres trancorren pel terme de Calonge de Segarra (el tram inicial de la mateixa rasa i la totalitat del curs dels seus dos afluents) mentre que per l'enclavament d'Enfesta (terme municipal de la Molsosa) hi transcorren 535 del tram final de la rasa.